# X
X (minuskuła: x) (iks) – dwudziesta czwarta litera alfabetu łacińskiego. Litera x jest obecna w wielu alfabetach narodowych wywodzących się z alfabetu łacińskiego. W rzymskim systemie zapisywania liczb oznacza 10.

## X w języku polskim
Występowanie litery x w zapisie języka polskiego reguluje ortografia: w dawnych zapożyczeniach w których oryginalnie było x w pisowni polskiej jest ono zamieniane na ks, rzadziej na gz, na przykład łacińskie słowo textilia oznaczające tkaninę po długim procesie adaptacji jest współcześnie zapisywane w języku polskim jako tekstylia, podobnie contextus (związek) → kontekst, expeditio (wyprawa) → ekspedycja, luxus (bujny wzrost, rozpusta, zbytek) → luksus, exemplar (odpis, kopia, obraz, wzór) → egzemplarz, examen → egzamin. Do XIX wieku litera x była literą alfabetu polskiego na równi z pozostałymi literami, stosowana zarówno w zapożyczeniach, jak i wyrazach rodzimych (np. xięstwo). Do dziś zachowała się w wyrazie xenia, nazwiskach (np. Axentowicz, Axer, Jaxa, Koxowski, Mixtacki, Rexemowski, Xiężopolski) i skrótach (x. = ksiądz, książę). Prócz słów współcześnie zapożyczanych, lub jeszcze nie w pełni zaadaptowanych, w języku polskim litera x jest używana sporadycznie także w innych kontekstach, np. jako symbol lub skrót, na tablicach rejestracyjnych pojazdów i nazwach firm, np. Polimex, Hortex.
Do dziś litera X używana jest także jako wariant pisowni niektórych imion:
- Xawery (obok: Ksawery) – polskie imię męskie[3][4][5]
- Xymena (obok: Ksymena) – polskie imię żeńskie[6]

Nazwę tej litery w języku polskim wymawia się jako [iks].

## W kulturze
X w kulturze masowej służy jako symbol tego co tajemnicze lub tego co znaczenie fundamentalne. Przykłady:
- Malcolm X – nazywał się tak, bo twierdził, że rzeczywistym nazwiskiem jest to afrykańskich przodków, którego nie znał.
- X-men – fikcyjni ludzie o cechach specjalnych
- Z Archiwum X – serial o śledztwach, w których kluczowe znaczenie ma UFO i zjawiska nadprzyrodzone.
- tytułowe postaci serialu Atomówki zawdzięczają nadprzyrodzone moce nieznanej substancji o nazwie związek X.
- w serialu Przygody Speeda Błyskawicy drugoplanową postacią jest Tajemniczy X. Wyścigowiec i agent rządowy o nieznanym nazwisku i twarzy.
- w serialu Wojownicze Żółwie Ninja Krang, jedna z ważniejszych negatywnych postaci pochodzi z alternatywnej rzeczywistości o nazwie Wymiar X.
- promieniowanie rentgenowskie w języku angielskim to promienie x. Wilhelm Röntgen nazwał je tak, bo początkowo nie znał jego pochodzenia.
- Planeta X był tymczasową nazwą Plutona nim zatwierdzono tę ostateczną.
- Red X – postać z uniwersum DC Comics
- prometeum X – fikcyjny minerał o właściwościach wybuchowych w serialu Spider-Man z 1994 r.

## Inne reprezentacje litery X
| Sygnalizacja                            | Sygnalizacja       | Sygnalizacja | Język migowy | Język migowy | Język migowy | Alfabet Braille’a |
| flaga Międzynarodowego Kodu Sygnałowego | Alfabet semaforowy | Kod Morse’a  | francuski    | kanadyjski   | polski       | Alfabet Braille’a |
| --------------------------------------- | ------------------ | ------------ | ------------ | ------------ | ------------ | ----------------- |
|                                         |                    | Xⓘ           |              |              | i            |                   |